# Яцко, Иван Васильевич
Иван Васильевич Яцко — военный деятель, полковник Генерального штаба (1916) Русской императорской армии. Участник Русско-японской, Первой мировой, Гражданской войн. Георгиевский кавалер.

## Биография
И. В. Яцко родился в зажиточной крестьянской семье. Окончил Виленское пехотное юнкерское училище (1902 г.).
Служил в 108-й пехотном Саратовском полку, 148-м пехотном Каспийском полку, 20-й пехотной дивизии, Кавказской гренадерской дивизии, 75-й пехотной дивизии (начальник штаба). В 1904—1905 гг. в составе 148-го пехотного Каспийского полка участвовал в русско-японской войне. В 1909 году окончил Николаевскую военную академию. С 1911 года старший адъютант штаба 20-й пехотной дивизии, с 1912 года старший адъютант штаба Кавказской гренадерской дивизии. 
С началом первой мировой войны служил в отделе генерал-квартирмейстера штаба 3-й армии. В 1916—1917 гг. — в составе 75-й пехотной дивизии участвовал в боях на Юго-Западном фронте, в том числе в Брусиловском прорыве. В 1917 году демобилизован в чине полковника.
Жил в Петрограде, работал служащим в Управлении государственных театров.
В 1918 г. добровольно вступил в РККА. Был начальником оперативного отдела штаба 9-й армии на Южном фронте. С апреля 1919 года — начальник оперативного управления 6-й армии; врид начальника штаба 6-й армии (май 1919, август 1919, сентябрь 1919, ноябрь-декабрь 1919), врид командующего 6-й армией (с 19 по 21 июня 1919 года). С февраля 1920 — начальник военчасти Петроградского военного округа; штатный преподаватель Петроградских курсов действующих родов войск. Включен в списки Генерального штаба РККА от 15.07.1919 г. и 07.08.1920 г. С 26.11.1920 г. — штатный преподаватель Высшей кавалерийской школы. Позднее служил в Управлении академических театров, был директором одного из бывших императорских театров (предположительно Мариинского или Александринского). Когда начались репрессии против бывших царских офицеров, И. В. Яцко во время гастролей в 1925 остался за границей (предположительно во Франции). Был женат на Александре Александровне Львовой - внучке князя Дмитрия Александровича Львова - основателя пожарного дела в России. В 1935 жена и сын Константин были высланы из Ленинграда в Уфу. В 1938 г. Константин был репрессирован и расстрелян. Дата и место смерти И. В. Яцко пока неизвестны.

## Сочинения
В соавторстве с С. И. Назимовым опубликовал труд «Русское потешное войско : История его происхождения и развития : Теория и практика дела в наши дни» (1911) — ценное пособие по развитию скаутского движения в России.

## Интересные факты
В с. Свислочь Могилёвской области Белоруссии до сих пор стоит дом, построенный детьми Василия (Базыля) Яцко для своего отца. «Дом Яцко» имеет официальный статус историко-культурного памятника.